# Madrasa al-Shu'aybiyya (Alep)
 (février 2023).
La mise en forme du texte ne suit pas les recommandations de Wikipédia : il faut le « wikifier ».
Les points d'amélioration suivants sont les cas les plus fréquents. Le détail des points à revoir est peut-être précisé sur la page de discussion.
- Les titres sont pré-formatés par le logiciel. Ils ne sont ni en capitales, ni en gras.
- Le texte ne doit pas être écrit en capitales (les noms de famille non plus), ni en gras, ni en italique, ni en « petit »…
- Le gras n'est utilisé que pour surligner le titre de l'article dans l'introduction, une seule fois.
- L'italique est rarement utilisé : mots en langue étrangère, titres d'œuvres, noms de bateaux, etc.
- Les citations ne sont pas en italique mais en corps de texte normal. Elles sont entourées par des guillemets français : « et ».
- Les listes à puces sont à éviter, des paragraphes rédigés étant largement préférés. Les tableaux sont à réserver à la présentation de données structurées (résultats, etc.).
- Les appels de note de bas de page (petits chiffres en exposant, introduits par l'outil «  Source ») sont à placer entre la fin de phrase et le point final[comme ça].
- Les liens internes (vers d'autres articles de Wikipédia) sont à choisir avec parcimonie. Créez des liens vers des articles approfondissant le sujet. Les termes génériques sans rapport avec le sujet sont à éviter, ainsi que les répétitions de liens vers un même terme.
- Les liens externes sont à placer uniquement dans une section « Liens externes », à la fin de l'article. Ces liens sont à choisir avec parcimonie suivant les règles définies. Si un lien sert de source à l'article, son insertion dans le texte est à faire par les notes de bas de page.
- La présentation des références doit suivre les conventions bibliographiques. Il est recommandé d'utiliser les modèles {{Ouvrage}}, {{Chapitre}}, {{Article}}, {{Lien web}} et/ou {{Bibliographie}}. Le mode d'édition visuel peut mettre en forme automatiquement les références.
- Insérer une infobox (cadre d'informations à droite) n'est pas obligatoire pour parachever la mise en page.

Pour une aide détaillée, merci de consulter Aide:Wikification.
Si vous pensez que ces points ont été résolus, vous pouvez retirer ce bandeau et améliorer la mise en forme d'un autre article.
La madrasa al-Shuʻabiyya, également connue sous le nom de mosquée du Mûrier (en arabe Jamiʻ al-Tuta) est construite en 1150 par l’architecte Saʻid al-Muqaddasi ibn ‘Abd Allah à la demande de Nur al-Din. Une inscription historique sur le monument permet de dater le complexe et d’identifier son architecte. Cette inscription en calligraphie coufique est l’une des dernières à employer ce style sur les monuments d’Alep.
La madrasa se situe près de la porte d’Antioche. 

## Histoire
La madrasa est construite dans une mosquée plus ancienne. Les différents noms qui lui sont attribués sont à la fois anecdotiques et historiques. On lui donne la dénomination de "mosquée du mûrier" car un mûrier aurait poussé autrefois à l’angle de la mosquée. Le nom plus officiel se réfère au cheikh Shuʻayb ibn al-Husayn ibn Ahmad al-Andalusi auquel Nur al-Din aurait souhaité rendre hommage.
La madrasa permet de marquer l'extrémité ouest du projet hydraulique intra-muros de Nur al-Din avec le Qastal al-Shu'aybiyya, une fontaine qui lui est accolée.
La construction de la madrasa se déroule dans un contexte particulier, qui influence directement son architecture. Elle participe en effet au programme architectural de Nur al-Din dans le cadre du « sunni revival », période de l'histoire de l'islam marquée par un retour du sunnisme et la volonté de combattre le courant chiite. Cette madrasa est la deuxième parmi les onze madrasas construites par l’émir Nur al-Din, la madrasa al-Hallawi étant la première. Ce type de construction voit le jour avec la résurgence de l’islam traditionnel car elle permet de promouvoir les idées de l’émir et d’imposer à la population un cadre moral afin de contrer le pouvoir et l’influence des Fatimides. 
Une des inscriptions sur la façade confirme la fonction de la madrasa comme outil de propagande anti chiite. En effet, un passage du Coran sur la pureté peut être lu comme un argument sunnite entrant dans la polémique anti chiite. 

## Architecture
La madrasa ne se distingue pas uniquement par son rôle politique et religieux mais également par le programme architectural qu’elle présente. On y retrouve les éléments caractéristiques d’une madrasa ayyoubide alépine : l’utilisation de l’eau et l’absence d’un plan à quatre iwans. Les madrasas ayyoubides sont également marquées par leur sobriété, un ornement assez simple, des portails avec des muqarnas et des fenêtres grillagées.
La particularité de cette madrasa est son association entre différents styles architecturaux, à la fois anciens et contemporains : l’entablement est classique mais possède une voûte dans le nouveau style Zangide. Le style classique de l’entablement serait inspiré des victoires de Nur al-Din sur les Croisés. Elle se distingue également par ses sculptures calligraphiques et florales sur pierre.
Le porche se situe sur le côté de la façade de la madrasa. Il ne comporte qu’une seule baie et s'ouvre sur trois côtés par des arcs en ogives qui reposent sur des piliers carrés. La fontaine, à l’origine un bassin carré, est aujourd’hui recouverte. La voûte transversale a été conservée. Elle se caractérise avec sa clé de voûte en forme d’étoile. Un des éléments les plus importants de la madrasa sur le plan artistique est la corniche décorée rappelant les entablements antiques. 
Trois inscriptions sont présentes sur la façade. La plus importante court sur toute la longueur de l’entablement et présente des motifs floraux et végétaux. Elle correspond à des versets du Coran inscrits en écriture coufique fleuri. La seconde correspond à la signature de l’architecte, située dans un médaillon sculpté dans la clé de voûte de l’arc de la façade. La dernière mentionne le nom du Compagnon du Prophète et deuxième calife de l’Islam, ‘Umar ibn al-Khattab, établissant ainsi un lien avec les débuts de l’histoire islamique. 

## Restaurations
La mosquée d’origine, avant d’accueillir la madrasa, fut rénovée au début du Xe siècle par un chiite, Abu’ l Hasan al-Ghadairi. C’est Nur al-Din qui permit sa transformation en madrasa dans le cadre de sa politique de promotion du sunnisme. De plus, il ajouta à la madrasa une fontaine, le Qastal al-Shuʻaybiyya.
Un minaret de pierre au sommet du portique fut ajouté à une date ultérieure qu’on ne peut préciser.
La dernière restauration date de 2007; la madrasa était alors en ruine. 